# Choeroichthys sculptus
Choeroichthys sculptus es una especie de pez de la familia Syngnathidae en el orden de los Syngnathiformes.

## Reproducción
Es ovovivíparo y el macho transporta los huevos en una bolsa ventral, la cual se encuentra debajo de la cola.

## Morfología
- Los machos pueden alcanzar los 8,5 cm de longitud total.

## Hábitat
Es un pez  de mar y de clima tropical y asociado a los arrecifes de coral que vive entre 2-3 m de profundidad.

## Distribución geográfica
Se encuentra desde el África Oriental hasta las Islas de la Línea, las Islas de la Sociedad, las Islas Gambier, el sur del Japón y Tonga.